# Ласино (Рязанская область)
Ласино — село в Касимовском районе Рязанской области. Входит в Савостьяновское сельское поселение

## География
Находится в северо-восточной части Рязанской области на левобережье Оки на расстоянии приблизительно 21 км на восток-северо-восток по прямой от районного центра города Касимов.

## История
В 1862 году здесь (тогда сельцо Елатомского уезда Тамбовской губернии) было учтено 90 дворов и церковь во имя мученика Аполлония.

## Население
Численность населения: 787 человек (1862 год), 1259 (2014), 135 в 2002 году (русские 100 %), 73 в 2010.